# Ixtapilla
Ixtapilla es una localidad de México situada en el municipio de Aquila, en el estado de Michoacán.  Según el censo de 2020, tiene una población de 149 habitantes.

## Localización y demografía
La localidad está ubicada en las coordenadas geográficas 18°25′06″N 103°31′56″O / 18.41833, -103.53222, a una altitud de 14 metros sobre el nivel del mar.
Su principal vía de comunicación es la Carretera Federal 200, que bordea la costa del Pacífico.
Ixtapilla es conocido por la belleza de su playa casi virgen y sobre todo por ser un punto de desove de miles de tortugas marinas cada año,  lo que se ha convertido en una importante atracción turística.
De acuerdo al Censo de Población y Vivienda realizado en 2020 por el Instituto Nacional de Estadística y Geografía, la comunidad de Ixtapilla tiene una población total de 149 habitantes, de los que 74 son hombres y 75 son mujeres.

## Incidentes
El 20 de julio de 2015, un grupo de pobladores de la cercana comunidad de Santa María de Ostula bloqueó la carretera federal 200 en protesta por la detención del líder de su grupo de autodenfensa; ocurriendo un enfrentamiento con presuntos miembros de las fuerzas armadas federales que abrieron fuego en su contra, causando al menos la muerte de un niño de 12 años de edad.